# 小原一明
小原 一明（おばら かずあき、1891年（明治24年）3月15日 - 1975年（昭和50年）10月22日）は、大日本帝国陸軍軍人。最終階級は陸軍中将。功四級

## 経歴
1891年（明治24年）に愛媛県で生まれた。陸軍士官学校第26期、陸軍大学校第36期卒業。1938年（昭和13年）3月1日に騎兵第13連隊長（駐蒙軍・騎兵集団・騎兵第1旅団）に就任し、日中戦争に出動。7月15日に陸軍騎兵大佐に進級し、1940年（昭和15年）7月に陸軍騎兵学校教官に転じ、1941年（昭和16年）3月に関東軍司令部附となった。
1942年（昭和17年）8月1日に陸軍少将進級と同時に騎兵第4旅団長に着任し、中国戦線に復帰。帰徳に駐屯し、国民革命軍騎兵部隊との戦闘に参加。1944年（昭和19年）3月に独立混成第3旅団長（第1軍）に転じ、1945年（昭和20年）3月9日に中部軍管区司令部附となる。同年4月1日に陸軍中将に進級し、第145師団長に親補され、福岡県芦屋で終戦を迎えた。
1947年（昭和22年）11月28日、公職追放仮指定を受けた。